# 元穆王后
元穆王后（원목왕후，?—1057年）徐氏，利川人，內史令徐訥之女。
顯宗十三年（1022年）八月高麗顯宗納爲淑妃，稱興盛宮主。十七年（1026年）三月，追贈母崔氏爲利川郡大夫人，繼母鄭氏利川郡大君。高麗文宗十一年（1057年）五月十二去世。興盛宮主無子，文宗不服丧，輟朝三日。興盛宮主火葬。中書省奏: “伏審乙未十二月判旨，景興院主貴妃依文和大妃例葬，除其陵號。興盛、景興皆是聖考妃，追孝之禮不宜有異。興盛無後，上旣無服，請除陵號及歲時奉祀。”贈谥号元穆王后。

## 家族
- 祖父：徐熙
- 父：徐訥
- 母：利川郡大夫人崔氏
- 夫：高丽显宗